# Aeroni
Az aeroni a llandovery földtörténeti kor három korszaka közül a második, amely 440,8 ± 1,2 millió évvel ezelőtt kezdődött a rhuddani korszak után, és 438,5 ± 1,1 millió éve ért véget a telychi korszak kezdetekor.
Nevét a walesi Llandovery város közelében lévő Cwm-coed-Aeron tanyáról kapta.  A korszakot és az ezt megalapozó rétegtani emeletet egy brit geológus-kutatócsoport (L. R. M. Cocks et al.) írta le 1971-ben.

## Meghatározása
A Nemzetközi Rétegtani Bizottság meghatározása szerint az aeroni emelet alapja (a korszak kezdete) a Monograptus austerus sequens graptolita megjelenésével kezdődik. Az emelet tetejét (a korszak végét) azok a kőzetrétegek jelzik, amelyek közvetlenül az Eocoelia intermedia pörgekarú kihalása után, és az Eocoelia curtisi pörgekarú megjelenése előtt helyezkednek el. Ez a Monograptus turriculatus graptolita-biozóna alapjának közelében található.